# Страна снов (фильм, 2022)
«Страна снов» (англ. Slumberland) — американский фантастический приключенческий фильм режиссёра Фрэнсиса Лоуренса по сценарию Дэвида Гуйона и Майкла Хендельмана. Он основан на комиксе «Маленький Немо в стране снов» Уинзора Маккея. Фильм вышел на Netflix 18 ноября 2022 года.

## Сюжет
У одиннадцатилетней девочки Немо было волшебное детство, когда она вместе с отцом жила на маяке, на крошечном острове Тихого океана. Но когда лодка отца теряется во время шторма, её отправляют жить к эмоционально далекому дяде в город. Все, что она знает и любит у неё отнято, Немо потеряна и одинока.
Затем во сне к ней приходит странный гость — Флип, старый соучастник преступления её отца, преступник, который нашел способ проникать в чужие сны! Вместе они отправляются на поиски волшебной жемчужины, которая может дать Немо то, чего она больше всего хочет, — шанс снова увидеть своего отца. Они путешествуют по удивительному миру снов в приключениях, полных опасностей.

## В ролях
- Марлоу Баркли — Немо
- Джейсон Момоа — Флип
- Крис О’Дауд — Филип
- Кайл Чандлер — Питер
- Кэмерон Николл — Филип в детстве
- Антонио Рейн Пасторе — Питер в детстве
- Веруче Опиа — Агент Зелёная
- Индия Де Бефорт — Мисс Арья
- Крис Д’Силва — Джамал
- Янна МакИнтош — Карла

## Производство

### Разработка и кастинг
3 марта 2020 года было объявлено, что Джейсон Момоа сыграет главную роль в экранизации стрип комиксов «Маленький Немо в стране снов» Уинзора Маккея от режиссёра Френсис Лоуренса, а распространение и производство Netflix началось летом того же года. Однако из-за пандемии COVID-19 съёмки проекта были отложены. 12 октября 2020 года Кайл Чендлер присоединился к актёрскому составу фильма, в котором Крис О’Дауд и Марлоу Баркли уже были утверждены на главные роли. В следующем году, 18 февраля, были выбраны Веруче Опиа и Индия Де Бефорт.

### Съёмки
Съёмки фильма начались 18 февраля 2021 года в Торонто и завершились 19 мая 2021 года.